# Heimatmuseum Hohenwestedt

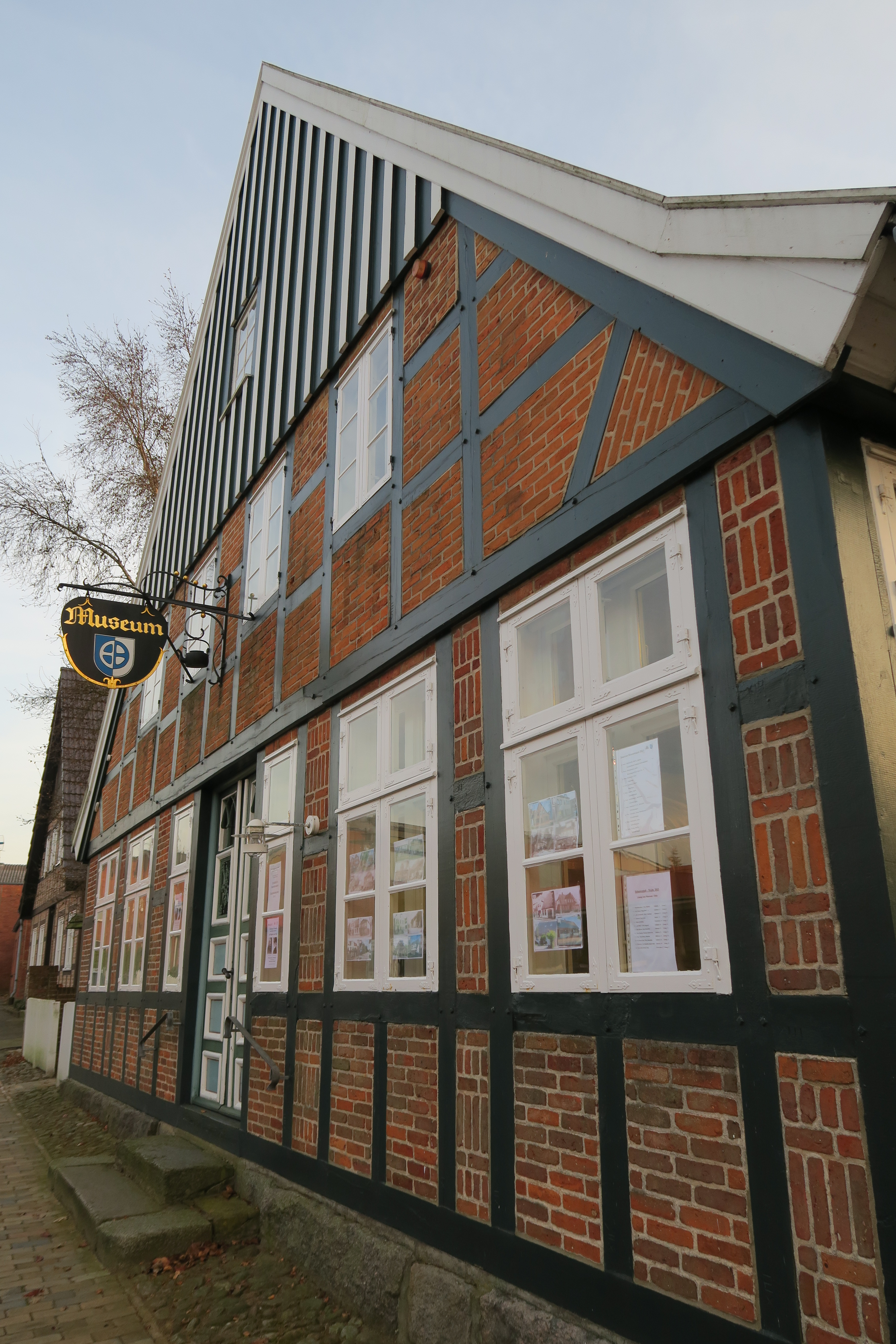
Heimatmuseum

Das Heimatmuseum Hohenwestedt ist ein seit 1927 bestehendes Heimatmuseum in Schleswig-Holstein. Es befindet sich im so 
genannten Burmesterhaus, einem Handwerkerhaus vom Ende des 18. Jahrhunderts, im Zentrum von Hohenwestedt. Thematische Schwerpunkte sind Leben und Arbeiten des Menschen in einem Kirchdorf auf dem mittelholsteinischen Geestrücken bis in das 21. Jahrhundert hinein.

## Geschichte
Die Anfänge des Museums liegen in einer 1910 begonnenen heimatkundlichen Sammlung für Schüler und Bürger des Lehrers und späteren Leiters des Heimatmuseums Hans Wilhelm Sierck, die ab dem 6. März 1927 im umgebauten Burmesterhaus öffentlich gezeigt wurde. Das unter Denkmalschutz stehende Gebäude wurde in den Jahren von 1983 bis 1986 restauriert und unter musealen Gesichtspunkten neu eingerichtet. Im Museum finden regelmäßig Wechselausstellungen zu Kunst, Kultur- und Regionalgeschichte statt.

## Organisatorisches
Das Museum wird durch einen Museumsverein betrieben und ist donnerstags und sonntags am Nachmittag geöffnet. Der Eintritt ist frei. 